# Анна Фотига
Анна Елжбета Фотига (на полски: Anna Elżbieta Fotyga) – полски политик и икономист, в годините 2006 – 2007 е министър на външните работи в правителството на Кажимеж Марчинкевич и Ярослав Качински, през 2007 – 2008 г. е шеф на канцеларията на президента на Република Полша, депутат на Сейма (VII каденция), член на Европейския парламент VI и VIII каденция.

## Биография
Анна Фотига е родена на 12 януари 1957 г. в Лемборк. През 1976 г. завършва гимназията „Героите от Вестерплате“ в Гданск. През 1981 г. завършва висшето си образование в сферата на външната търговия в Гданския университет.

### Обществена и политическа дейност
През 1981 г. работи във външния отдел на Националната координационна комисия на Независимия самоуправляем профсъюз „Солидарност“. През 1987 – 1989 г. е член на сдружението „Modem“. От 1989 до 1991 г. работи, а после управлява Отдела за външни работи на Националната комисия на Независимия самоуправляем профсъюз „Солидарност“.
През 1992 – 1994 г. работи в издателство „Przekaz“, а през следващите години като експерт в Международната организация на труда, а също така и като съветник в проектите на Световната банка. От 1998 до 2002 г. е заместник-председател на Надзорния съвет на Националния осигурителен институт. От 1999 до 2001 г. е също така съветник на председателя на Надзорния съвет за здравно осигуряване за въпросите с европейската интеграция. През 2001 г. е директор на Департамента по въпросите на външните работи в Канцеларията на премиера.
На 20 ноември 2002 г. е назначена за заместник-кмет на Гданск като отговаря за икономическата политика на града както и за фондовете от Европейския съюз. На 12 януари 2004 г. се отказва от тази длъжност, като обвинява кмета на града Павел Адамович от Гражданската платформа и неговото обкръжение в корупция. 
В изборите за Европейски парламент на 13 юни 2004 г. е кандидат от листата на Право и справедливост за Поморското войводство. Получава депутатско място с 25 994 гласа.
На 23 ноември 2005 г. е назначена за държавен секретар в Министерството на външните работи.
На 9 май 2006 г., след оставката на Стефан Мелер, президентът Лех Качински я назначава за министър на външните работи в правителството на Кажимеж Марчинкевич. Тя е първата жена на тази длъжност. Остава на тази позиция и в правителството на Ярослав Качински. Формално изпълнява тази длъжност двукратно с няколкодневно прекъсване през септември 2007 г.
От 7 септември 2006 г. до 20 май 2010 г. участва в Съвета за национална сигурност. На 4 юли 2007 г. Гражданската платформа внася в Сейма вот на недоверие към всички министри, включително и Анна Фотига. На 7 септември 2007 г., заедно с останалите министри, е свалена от поста министър на външните работи в правителството на Ярослав Качински, който я назначава за държавен секретар в Министерството на външните работи, а после отново я възстановява на длъжността министър. С това маршалът на Сейма определя за безпредметно искането на вот за недоверие на Гражданската платформа. Заема длъжността на министър до 16 ноември 2007 г.
На 29 ноември 2007 г. Лех Качински я назначава за шеф на Канцеларията на президента на Република Полша. Заема тази длъжност до 20 август 2008 г.
2009 – 2010 г. ръководи мисията на Международната организация на труда в Тбилиси. През август 2010 г. си подава оставката.
На парламентарните избори през 2011 г. е кандидат от „Право и справедливост“ за Сейма от Гданския окръг и получава депутатско място с 24 662 гласа. През 2014 г. се кандидатира от листата на Право и справедливост в изборите за Европейски парламент като получава 56 677 гласа и става евродепутат. Избрана е за председател на Подкомисията по сигурност и отбрана.

## Ордени и отличия
- Командорски кръст на Ордена за заслуги към Литва (2009)

## Личен живот
Дъщеря на Йежи и Кристина Кавецки. Омъжена, има две деца. 
|  | Тази страница частично или изцяло представлява превод на страницата Anna Fotyga в Уикипедия на полски. Оригиналният текст, както и този превод, са защитени от Лиценза „Криейтив Комънс – Признание – Споделяне на споделеното“, а за съдържание, създадено преди юни 2009 година – от Лиценза за свободна документация на ГНУ. Прегледайте историята на редакциите на оригиналната страница, както и на преводната страница, за да видите списъка на съавторите. ВАЖНО: Този шаблон се отнася единствено до авторските права върху съдържанието на статията. Добавянето му не отменя изискването да се посочват конкретни източници на твърденията, които да бъдат благонадеждни. |